# سیارک ۸۱۴۳
سیارک ۸۱۴۳ (به انگلیسی: 8143 Nezval، نامگذاری:1982VN) هشت هزار و صد و چهل و سومین سیارک کشف شده‌است که در ۱۱ نوامبر ۱۹۸۲ کشف شد.